# Rhinacanthus scoparius
Rhinacanthus scoparius är en akantusväxtart som beskrevs av Isaac Bayley Balfour. Rhinacanthus scoparius ingår i släktet Rhinacanthus och familjen akantusväxter. Inga underarter finns listade i Catalogue of Life.